# Konsolgerüst
Konsolgerüst (auch Kunstgerüst genannt) ist ein Gerüst, bei dem Konsolen an der Außenwand in einbetonierten Aufhängeschlaufen eingehängt werden, die nach der Demontage des Gerüsts entfernt werden müssen. Eine Konsole ist dabei eine verzinkte dreieckige Stahlkonstruktion, welche einen Aufhängehaken besitzt. Die Kantenlängen betragen vorzugsweise 110 cm. Derartige Gerüste finden hauptsächlich auch im Industrie-Schornsteinbau bis zu einer Höhe von ca. 120 m Verwendung. Höhen darüber hinaus sind wegen des zu sichernden Aufwandes ineffektiv.

## Einsatz beim Schornsteinbau
Besitzt der Schornstein keine Aufhängeschlaufen oder andere Befestigungsmöglichkeiten, wird ein Stahlseil (min. 18 mm Durchmesser) rings um den Schornstein gelegt und durch Seilklemmen in der Länge fixiert. Zum Verspannen des Seils werden Holzkeile in Abständen von ca. 80 cm unter das Stahlseil geschoben. 
Sind alle Holzkeile unter dem Stahlseil verteilt, werden die Konsolen in das waagerecht verlaufende Seil eingehängt. Die Abstände zwischen den Konsolen werden mit ca. 150 cm langen Gerüstbohlen überbrückt, bis sich der Kreis schließt. 
Auf diesem Konsolenring können Arbeiten am Schornstein vorgenommen werden. Zum „Hochrüsten“ wird vom vorhandenen Arbeitsgerüst aus ein weiteres Stahlseil gelegt und wie beim ersten vorgegangen. Danach kann das vorhandene Konsolgerüst Stück für Stück um- bzw. hochgehängt werden.

## Aufwand
Ein mittlerer Schornstein von 80 Metern Höhe hat einen typischen Umfang von ca. 20 Metern im Fußbereich. Hierfür werden ca. 25 Konsolen benötigt. Ein „Hochrüsten“ bis zur Mündung eines 80 Meter hohen Schornsteins – ohne Sanierung oder Reparaturen – dauert in der Regel 3 bis 4 Tage. Diese Tätigkeit bedarf mindestens zwei Gerüstbauern. 

## Auflagen
Arbeiten auf Konsolgerüsten dürfen laut Bau-BG (Bau-Berufsgenossenschaft) nur bis Windstärke 6 erfolgen (starker Wind)